# Клейн, Георгий Константинович
Георгий Константинович Клейн (21.02.1909—1984) — советский учёный в области строительной механики и механики грунтов, доктор технических наук (1951), профессор (1953).
Родился 21 февраля 1909 г. в семье инженера-строителя.
С 16-летнего возраста работал электриком, с 1930 г. преподавал в школе «Стройуч» и параллельно обучался в Московском строительном техникуме, который окончил в 1931 г.
Работал на предприятиях системы «Союзводстрой», участвовал в проектировании железобетонных сооружений предприятий первых пятилеток: Магнитогорского металлургического комбината, Горьковского автозавода, заводов в Нижнем Тагиле и др.
В 1935 г. окончил вечерний Строительный институт Мосгорисполкома и начал преподавать там же на кафедре строительной механики, одновременно продолжая работать в проектной организации (до 1941 г.). В 1939 г. защитил кандидатскую диссертацию.
После начала войны вступил добровольцем в РККА. Служил в инженерных войсках в званиях от техника-лейтенанта до майора, участвовал в устройстве оборонительных сооружений и военных мостов, награждён орденом Красной Звезды и медалями.
Демобилизовался в 1946 г. и вернулся к педагогической работе и работе в проектных организациях. В 1951 г. защитил докторскую диссертацию, посвящённую разработке теории расчета сооружений на неоднородном по глубине основании.
С 1953 г. профессор кафедры строительной механики МИИГС Мосгорисполкома, затем кафедры строительной механики МИСИ имени В. В. Куйбышева, её заведующий в 1964—1975 гг. В 1975 г. после второго инфаркта оставил руководство кафедрой, продолжая работать её профессором.
Занимался динамикой сооружений, теорией предельного равновесия, расчетами рам, подпорных стен, подземных сооружений, сооружений на неоднородных и нелинейно деформируемых основаниях и др. сооружений; работал консультантом и экспертом по вопросам, связанным с расчетами гидротехнических сооружений, взаимодействующих с грунтом.
Автор более 100 работ, 11 книг, в том числе монографий и учебников.
Сочинения:
- Расчет подпорных стен [Текст] : [Учеб. пособие для строит. вузов и фак.]. - [Москва] : Высш. школа, 1964. - 196 с. : ил.; 21 см.
- Строительная механика сыпучих тел [Текст] / Г.К. Клейн. - 2-е изд., перераб. и доп. - Москва : Стройиздат, 1977. - 256 с. : ил.; 22 см.
- Фундаменты городских транспортных сооружений / Г. К. Клейн, И. И. Черкасов. - М. : Транспорт, 1985. - 222,[1] с. : ил.; 21 см.
- Расчет труб, уложенных в земле [Текст] / доц. канд. техн. наук Г. К. Клейн. - Москва : Госстройиздат, 1951. - 108 с. : черт.; 22 см.
- Расчет труб, уложенных в земле [Текст] / Г. К. Клейн, проф. д-р техн. наук. - Москва : Госстройиздат, 1957. - 195 с. : черт.; 23 см.
- Строительная механика сыпучих тел [Текст] / Г. К. Клейн, д-р техн. наук проф. - Москва : Госстройиздат, 1956. - 252 с. : черт.; 23 см.
- Расчет подземных трубопроводов / Г. К. Клейн, д-р техн. наук, проф. - Москва : Стройиздат, 1969. - 239, [1] с. : ил., табл.; 21 см.
- Основания и фундаменты [Текст] : [Учебник для техникумов строит. специальностей] / Проф. Г. К. Клейн, проф. П. П. Смиренкин. - 4-е изд., перераб. - Москва : Высш. школа, 1961. - 212 с. : ил.; 22 см.
- Руководство к практическим занятиям по курсу строительной механики [Текст] : (Основы теории устойчивости, динамики сооружений и расчета пространств. систем) : [Для строит. специальностей вузов] / Г. К. Клейн, В. Г. Рекач, Г. И. Розенблат. - 2-е изд., перераб. и доп. - Москва : Высш. школа, 1972. - 318 с. : черт.; 21 см.
- Руководство к проведению занятий по специальному курсу строительной механики [Текст] : [Учеб. пособие для строит. вузов] / Проф. Г. К. Клейн, проф. В. Г. Рекач, доц. Г. И. Розенблат. - Москва : Высш. школа, 1964. - 296 с. : черт.; 20 см.
- Изчисляване на тръби, положени в земята [Текст] / Г. К. Клейн проф., д-р на техн. науки ; Прев. от 2-то преработ. и доп. рус. изд. инж. Ц. Цаков и инж. Е. Гиздов. - София : Техника, 1964. - 173 с. : ил.; 22 см.

Умер в Москве в 1984 г.
Жена - Елена Фёдоровна. Старший сын Владимир - профессор МАДИ, младший - Андрей - военный инженер, полковник.